# Associazione Calcio Treviso 1938-1939
Questa voce raccoglie le informazioni riguardanti l'Associazione Calcio Treviso nelle competizioni ufficiali della stagione 1938-1939.

## Stagione
Nella stagione 1938-1939 il Treviso si supera e sfiora la promozione in Serie B.

Il presidente di questa stagione è il geometra Mario Rachello; confermato invece il tecnico Emerich Hermann.

Il Treviso finisce secondo a 4 punti dall'Udinese, che viene così promosso in Serie B.

Decisiva la doppia sconfitta nello scontro diretto (1-2 a Udine, 0-1 a Treviso).

Stagione comunque stratosferica della squadra: in porta sempre Gino De Biasi, il quale venne premiato con una medaglia d'oro dal prefetto di Treviso per la sua carriera in maglia biancoceleste.
Il goleador della stagione fu Antonio Maran II, neo-acquisto dallo Schio, che realizzò 26 gol in 26 partite, con un solo rigore.
In Coppa Italia questa stagione per il Treviso andò un po' meglio: dopo aver battuto l'Udinese, il Fiumana e l'A.R.S.A. di Arsia si dovette arrendere al Vicenza al terzo turno eliminatorio.

## Rosa
| N. |                   | Ruolo | Calciatore       |
| -- | ----------------- | ----- | ---------------- |
|    | Italia (bandiera) | A     | Silvio Appiani   |
|    | Italia (bandiera) | D     | Cesare Benedetti |
|    | Italia (bandiera) | A     | Bruno Bozzolo    |
|    | Italia (bandiera) | P     | Gino De Biasi    |
|    | Italia (bandiera) | C     | Enrico Fagro     |
|    | Italia (bandiera) | C     | Girolamo Lovato  |
|    | Italia (bandiera) | A     | Antonio Maran    |
|    | Italia (bandiera) | D     | Romeo Maran      |
|    | Italia (bandiera) | A     | Gilio Meneghelli |

| N. |                   | Ruolo | Calciatore        |
| -- | ----------------- | ----- | ----------------- |
|    | Italia (bandiera) | P     | Giuseppe Moro     |
|    | Italia (bandiera) | C     | Ivone Nicoletti   |
|    | Italia (bandiera) | C     | Federico Piovesan |
|    | Italia (bandiera) | A     | Duilio Puppato    |
|    | Italia (bandiera) | C     | Benvenuto Ronzani |
|    | Italia (bandiera) |       | Vittorio Sonson   |
|    | Italia (bandiera) | D     | Angelo Venturi    |
|    | Italia (bandiera) | C     | Giuseppe Vergani  |
|    | Italia (bandiera) | A     | Umberto Visentin  |

## Statistiche di squadra
| Competizione | Punti | In casa | In casa | In casa | In casa | In casa | In casa | In trasferta | In trasferta | In trasferta | In trasferta | In trasferta | In trasferta | Totale | Totale | Totale | Totale | Totale | Totale | DR  |
| Competizione | Punti | G       | V       | N       | P       | Gf      | Gs      | G            | V            | N            | P            | Gf           | Gs           | G      | V      | N      | P      | Gf     | Gs     | DR  |
| ------------ | ----- | ------- | ------- | ------- | ------- | ------- | ------- | ------------ | ------------ | ------------ | ------------ | ------------ | ------------ | ------ | ------ | ------ | ------ | ------ | ------ | --- |
| Serie C      | 37    | ?       | ?       | ?       | ?       | ?       | ?       | ?            | ?            | ?            | ?            | ?            | ?            | 26     | 15     | 7      | 4      | 47     | 30     | +17 |
| Coppa Italia |       | 3       | 3       | 0       | 0       | 9       | 2       | 1            | 0            | 0            | 1            | 1            | 2            | 4      | 3      | 0      | 1      | 10     | 4      | +6  |
| Totale       |       | ?       | ?       | ?       | ?       | ?       | ?       | ?            | ?            | ?            | ?            | ?            | ?            | 30     | 18     | 7      | 5      | 57     | 34     | +23 |